# Solstice (gruppo musicale britannico 1990)
I Solstice sono un gruppo musicale doom metal britannico formato a Bradford dal chitarrista Richard M. Walker nel 1990.

## Storia del gruppo

### Le prime pubblicazioni (1990-1996)
La band incide il primo demo intitolato Lamentations nel 1991, seguito, nei tre anni successivi da MCMXCII, As Empires Fall e Ragnarok. Nel 1994 Walker rimane l'unico membro originale, dopo che tre componenti hanno lasciato la band per formare i Serenity e il cantante si è unito ai Seer's Tear. Lo stesso anno viene pubblicato dalla Candlelight Records il loro primo album in studio intitolato Lamentations, registrato da Walker con il chitarrista John Piras, il bassista Lee "Chaz" Netherwood, il batterista Lennaert Roomer e il cantante Simon Matravers.
Con questa formazione, nel 1995 la band registra l'EP di sei tracce Halcyon (uscito però nel 1996) e contenente anche la cover di Gloves of Metal dei Manowar. Dopo il tour europeo il gruppo viene nuovamente rivoluzionato, Piras (noto anche come Gian Pyres) è reclutato dai Cradle of Filth, Roomer viene sostituito alla batteria da Shaun Steels (successivamente nei My Dying Bride) e il cantante è costretto ad abbandonare a causa di problemi con l'alcol derivati dalla morte del padre avvenuta qualche mese prima. Nel 1996 si ha un rapido avvicendamento alla batteria, che vede l'ingresso di Rick Budby al posto di Steels; quest'ultimo è stato anche accreditato sull'EP uscito quell'anno, senza però aver partecipato alla registrazione, che invece era stata effettuata da Roomer.

### New Dark Agee lo scioglimento (1997-2002)
Nel 1997 con il nuovo cantante Morris Ingram il gruppo, ora formato da quattro elementi, registra durante le prove il demo Drunken Dungeon Session. L'anno successivo si aggiunge il chitarrista Hamish Glencross (anch'egli successivamente nei My Dying Bride) e con lui danno alle stampe il secondo album intitolato New Dark Age. Nel 2001 esce lo split con gli Slough Feg Gloves of Metal / Fast Taker, in tributo ai Manowar.
Ad aprile del 2002 Walker annuncia lo scioglimento dei Solstice, per dedicarsi ad altri progetti musicali oltre che all'etichetta Miskatonic Foundation da lui creata sei anni prima.

### Il ritorno in attività (2007-oggi)
Nel 2007 l'etichetta Cyclone Empire pubblica una nuova versione di Halcyon, allungandone la durata con l'aggiunta di sette tracce (tra cui la cover di Solitude dei Candlemass) registrate durante la sessione di prove diffusa in parte anche tramite il demo Drunken Dungeon Session. Lo stesso anno Walker e Roomer, il batterista del primo album, decidono di riformare la band ingaggiando il cantante Adrian Miles per la registrazione di un nuovo album intitolato To Sol a Thane, ma ciò non si è mai concretizzato. In quel periodo si è aggiunto anche Diccon Harper, l'ex bassista dei DragonForce.
Negli anni successivi escono diverse raccolte oltre all'EP Death's Crown Is Victory del 2013 e alla traccia demo White Horse Hill diffusa in formato digitale nel 2014, entrambi registrati da Walker insieme a quattro nuovi componenti.

## Lo stile e le influenze
A metà degli anni novanta erano considerati tra i gruppi britannici fautori della rinascita del doom metal insieme a Anathema, Cathedral, My Dying Bride e Paradise Lost. A differenza degli altri, che proponevano una versione notevolmente appesantita e mista ad elementi death metal della musica dei primi Black Sabbath, i Solstice si distinguevano sostituendo la componente death con quella epic metal, ispirata dai Candlemass. Il loro stile era influenzato, oltre che dalle due già citate band, anche da Iron Maiden, Manowar, Saint Vitus e Bathory e al gruppo punk Discharge.

## Formazione

### Formazione attuale
- Richard M. Walker - chitarra (1990-2002; 2007-oggi)
- Paul Kearns - voce (2011-oggi)
- Andy Whittaker - chitarra (2010-oggi)
- Ian "Izak Gloom" Buxton - basso (2012-oggi)
- James Ashbey - batteria (2012-oggi)

### Ex componenti
- Dave "Doom" Talbot - voce, chitarra (1990-1991)
- Paul Youdan (1991-1992) - voce
- Mark Stoisavlevic (1992-1993) - voce
- Simon Matravers - voce (1994-1995)
- Tom Phillips - voce (1996)
- Morris Ingram - voce (1996-2002)
- Adrian Miles - voce (2007-2010)
- Paul Britton  - voce (2011-2012)
- Lennaert Roomer - chitarra (1991-1992), batteria (1991-1995; 2007)
- Lee Baines - chitarra (1992-1993)
- Gian Pyres - chitarra (1994-1996), basso (1993)
- Hamish Glencross - chitarra (1996-1999)
- Jerry Budby - chitarra (2000)
- Roberto Mendes - chitarra (2001-2002)
- Brendan Dawson - basso (1990-1993)
- Lee "Chaz" Netherwood - basso (1994-2002)
- Diccon Harper - basso (2007-2010)
- Lenny Robinson - basso (2010-2012)
- Gary Riley - batteria (1990-1993)
- Rick Budby - batteria (1996-2002)
- Shaun Steels - batteria (1995-1996)
- Richard Horton - batteria (2010-2011)
- Del Nichol - batteria (2011-2012)

## Discografia

### Album in studio
- 1994 - Lamentations
- 1998 - New Dark Age
- 2018 - White Horse Hill

### Raccolte
- 2008 - Only the Strong (tracce demo e prove)
- 2010 - Epicus Metalicus Maximus (tracce live e demo)
- 2013 - Sinistral History Vol.1: 1991-1993 (tracce dei primi tre demo)
- 2014 - Sinistral History Vol.2: 1994-1997 (tracce demo)

### Box Set
- 2015 - Blood Fire Doom (sette vinili in tiratura limitata)

### EP
- 1996 - Halcyon
- 2013 - Death's Crown Is Victory

### Split
- 1997 - Solstice / Twisted Tower Dire
- 2001 - Gloves of Metal / Fast Taker
- 2007 - Knock 'Em Down to Size Part I

### Demo
- 1991 - Lamentations
- 1992 - MCMXCII
- 1993 - As Empires Fall
- 1994 - Ragnarok
- 1997 - Drunken Dungeon Session
- 2014 - White Horse Hill (in formato digitale)